# 大韓民国の大学一覧
大韓民国の大学一覧（だいかんみんこくのだいがくいちらん）では、大韓民国に位置する大学の一覧。専門大学（高等職業教育機関）や大学院大学の類もここで扱う。

## 概要
韓国では、一般的に四年制以上の学科の大学を「大学校（대학교、テハッキョ）」（一部で二・三年制の学科のみで大学校と呼ばれている大学があるが専門大学卒業の学歴となる）と呼び、二・三年制の学科の大学を「専門大学（대학、テハク）」、「専門大学校（チョンムンテハッキョ）」（一部で四年制の学科の専門大学があるが二・三年制の学科と同等の学歴となる）と呼ぶ。大学校の学部は「大学」と呼ばれている（例: 「経営大学」「医科大学」→日本式に言えば「経営学部」「医学部」）。
官庁直轄の専門教育機関である警察大学、士官学校、消防士官学校などは「特殊目的大学校(특수목적대학교)」に分類される。士官学校は日本の防衛大学校に相当するが、陸軍士官学校・海軍士官学校・空軍士官学校とそれぞれ独立した大学校となっている。これらを総称して三軍士官学校(삼군사관학교)と呼ばれる。
国防大学(Korea National Defense University, KNDU)は、現職の軍幹部や政府官僚などに対して高等戦略教育を行う大学院相当の機関であり、高校生や一般人が進学することはできない。
なお大学校名は、朝鮮語の現地発音を50音順に並べている。漢字名がない大学名（朝鮮語の固有語などを用いた名前）はカタカナで記述しておく。また、韓国では一般的に旧字体が用いられるが、ここでは便宜上日本で日常的に用いられている字体で記述する。

## 国公立の大学校

### あ
- 仁川大学校（인천대학교 インチョンデハッキョ）
- 蔚山科学技術院(UNIST)（울산과학기술원 ウルサンクァハッキスロン）（4年制大学と同等）

### か
- 江原大学校（강원대학교 カンウォンデハッキョ）
- 江陵原州大学校（강릉원주대학교 カンヌンウォンジュデハッキョ）
- 京仁教育大学校（경인교육대학교 キョンインギョユクテハッキョ）
- 慶尚国立大学校（경상국립대학교 キョンサングッリプデハッキョ）
- 警察大学（경찰대학 キョンチャルテハク）（4年制大学と同等）
- 慶北大学校（경북대학교 キョンブクテハッキョ）
- 国軍看護士官学校（국군간호사관학교 クッククンカノサグァナッキョ）（4年制大学と同等）(ko)
- 国立慶国大学校（국립경국대학교 グッリプキョングクテハッキョ）
- 群山大学校（군산대학교 クンサンデハッキョ）
- 金烏工科大学校 (금오공과대학교 クムオゴンクァデハッキョ)
- 光州教育大学校（광주교육대학교 クァンジュギョユクテハッキョ）
- 光州科学技術院(GIST)（광주과학기술원 クァンジュクァハッキスロン）（4年制大学と同等）
- 空軍士官学校（공군사관학교 コングンサグァナッキョ）（4年制大学と同等）
- 公州教育大学校（공주교육대학교 コンジュギョユクテハッキョ）
- 公州大学校（공주대학교 コンジュデハッキョ）

### さ
- 順天大学校（순천대학교 スンチョンデハッキョ）
- ソウル大学校（서울대학교 ソウルデハッキョ）
- ソウル科学技術大学校（서울과학기술대학교 ソウルクァハッキスルテハッキョ）
- ソウル市立大学校（서울시립대학교 ソウルシリプテハッキョ）
- ソウル教育大学校（서울교육대학교 ソウルキョユクテハッキョ）

### た
- 昌原大学校（창원대학교 チャンウォンデハッキョ）
- 済州大学校（제주대학교 チェジュデハッキョ）
- 春川教育大学校（춘천교육대학교 チュンチョンギョユクテハッキョ）
- 忠北大学校（충북대학교 チュンブクテハッキョ）
- 忠南大学校（충남대학교 チュンナムデハッキョ）
- 全州教育大学校（전주교육대학교 チョンジュギョユクテハッキョ）
- 清州教育大学校（청주교육대학교 チョンジュギョユクテハッキョ）
- 全北大学校（전북대학교 チョンブクテハッキョ）
- 全南大学校（전남대학교 チョンナムデハッキョ）
- 晋州教育大学校（진주교육대학교 チンジュギョユクテハッキョ）
- 大邱教育大学校（대구교육대학교 テグギョユクテハッキョ）
- 大邱慶北科学技術院(DGIST)（대구경북과학기술원 テグキョンブククァハッキスロン）（4年制大学と同等）

### は
- 韓国海洋大学校（한국해양대학교 ハングケヤンデハッキョ）
- 韓国科学技術院(KAIST)（한국과학기술원 ハングックァハッキスロン）（4年制大学と同等）
- 韓国教員大学校（한국교원대학교 ハングッキョウォンデハッキョ
- 韓国交通大学校（한국교통대학교 ハングッキョトンデハッキョ）
- 韓国芸術総合学校（한국예술종합학교 ハングンネスルチョンハパッキョ）（4年制大学と同等）
- 韓国体育大学校（한국체육대학교 ハングクチェユクテハッキョ）
- 韓国放送通信大学校（한국방송통신대학교 ハングクパンソントンシンデハッキョ）
- 韓京国立大学校（한경국립대학교 ハンギョングッリプデハッキョ)
- ハンバッ大学校（한밭대학교 ハンバッテハッキョ）
- 釜山大学校（부산대학교 プサンデハッキョ）
- 釜山教育大学校（부산교육대학교 プサンギョユクテハッキョ）
- 釜慶大学校（부경대학교 プギョンデハッキョ）
- 海軍士官学校（해군사관학교 ヘグンサグァナッキョ）（4年制大学と同等）

### ま
- 木浦大学校（목포대학교 モクポデハッキョ）
- 木浦海洋大学校（목포해양대학교 モクポヘヤンデハッキョ）

### や
- 陸軍士官学校（육군사관학교 ユックンサグァナッキョ）（4年制大学と同等）

## 私立の大学校

### あ
- 亜洲大学校（아주대학교 アジュデハッキョ）
- 安養大学校（안양대학교 アニャンデハッキョ）
- 梨花女子大学校（이화여자대학교 イファヨジャデハッキョ）
- 仁済大学校（인제대학교 インジェデハッキョ）
- 仁荷大学校（인하대학교 イナデハッキョ）
- 円光大学校（원광대학교 ウォングァンデハッキョ）
- 又石大学校（우석대학교 ウソクデハッキョ）
- 蔚山大学校（울산대학교 ウルサンデハッキョ）
- 乙支大学校（을지대학교 ウルチデハッキョ）

### か
- 嘉泉大学校（가천대학교 カチョンデハッキョ）
- 加耶大学校（가야대학교 カヤデハッキョ）
- カトリック関東大学校（가톨릭관동대학교 カトルリックァンドンデハッキョ）
- カトリック大学校（가톨릭대학교 カトリッテハッキョ）
- 監理教神学大学校（감리교신학대학교 カムニギョシナクテハッキョ）(ko)
- カルビン大学校（칼빈대학교 カルビンデハッキョ）
- 江南大学校（강남대학교 カンナムデハッキョ）
- 金川大学校（김천대학교 キムチョンデハッキョ）(ko)
- 慶一大学校（경일대학교 キョンイルテハッキョ）
- 慶雲大学校（경운대학교 キョンウンデハッキョ）(ko)
- 京畿大学校（경기대학교 キョンギデハッキョ）
- 慶州大学校（경주대학교 キョンジュデハッキョ）
- 慶星大学校（경성대학교 キョンソンデハッキョ）
- 慶南大学校（경남대학교 キョンナムデハッキョ）(ko)
- 慶熙大学校（경희대학교 キョンヒデハッキョ）
- 光云大学校（광운대학교 クァンウンデハッキョ）

- 光州大学校（광주대학교 クァンジュテハッキョ）
- 光州カトリック大学校（광주가톨릭대학교 クァンジュガトルリクテハッキョ）(ko)
- 光州女子大学校（광주여자대학교 クァンジュヨジャデハッキョ）(ko)
- 光神大学校（광신대학교 クァンシンデハッキョ）(ko)
- 極東大学校（극동대학교 ククトンデハッキョ）(ko)
- 金剛大学校（금강대학교 クムガンデハッキョ）
- 国民大学校（국민대학교 クンミンデハッキョ）
- ケイシ大学校（케이씨대학교 ケイシデハッキョ）(ko)
- 啓明大学校（계명대학교 ケミョンデハッキョ）
- 高神大学校（고신대학교 コシンデハッキョ）
- コットンネ大学校（꽃동네대학교 コットンネデハッキョ）(ko)
- 建陽大学校（건양대학교 コニャンデハッキョ）
- 高麗大学校（고려대학교 コリョデハッキョ）
- 建国大学校（건국대학교 コングクテハッキョ）

### さ
- 三育大学校（삼육대학교 サミュクデハッキョ）(ko)
- 尚志大学校（상지대학교 サンジデハッキョ）
- 祥明大学校（상명대학교 サンミョンデハッキョ）
- 信韓大学校（신한대학교 シナンデハッキョ）(ko)
- 新羅大学校（신라대학교 シルラデハッキョ）
- 水原大学校（수원대학교 スウォンデハッキョ）
- 崇実大学校（숭실대학교 スンシルテハッキョ）
- 淑明女子大学校（숙명여자대학교 スンミョンニョジャデハッキョ）
- 世宗大学校（세종대학교 セジョンデハッキョ）
- 世翰大学校（세한대학교 セハンデハッキョ）(ko)
- 西原大学校（서원대학교 ソウォンデハッキョ）
- ソウル基督大学校（서울기독대학교 ソウルギドクテハッキョ）
- ソウル神学大学校（서울신학대학교 ソウルシナクテハッキョ）
- ソウル女子大学校（서울여자대학교 ソウルリョジャデハッキョ）
- 西江大学校（서강대학교 ソガンデハッキョ）
- 西京大学校（서경대학교 ソギョンデハッキョ）
- 西南大学校（서남대학교 ソナムデハッキョ）(ko) (2017年 廃校)
- 松源大学校（송원대학교 ソンウォンデハッキョ）(ko)
- 成均館大学校（성균관대학교 ソンギュングァンデハッキョ）
- 聖潔大学校（성결대학교 ソンギョルテハッキョ）
- 聖公会大学校（성공회대학교 ソンゴンフェデハッキョ）
- 誠信女子大学校（성신여자대학교 ソンシンニョジャデハッキョ）
- 鮮文大学校（선문대학교 ソンムンデハッキョ）

### た
- 檀国大学校（단국대학교 タングクテハッキョ）
- 長老会神学大学校（장로회신학대학교 チャンノフェシナクテハッキョ）(ko)
- 中央大学校（중앙대학교 チュンアンデハッキョ）
- 中央僧伽大学校（중앙승가대학교 チュンアンスンガテハッキョ）
- 中源大学校（중원대학교 チュンウォンデハッキョ）(ko)
- 中部大学校（중부대학교 チュンブデハッキョ）
- 朝鮮大学校（조선대학교 チョソンデハッキョ）
- 草堂大学校（초당대학교 チョダンデハッキョ）(ko)
- 青雲大学校（청운대학교 チョンウンデハッキョ）(ko)
- 総神大学校（총신대학교 チョンシンデハッキョ）
- 全州大学校（전주대학교 チョンジュデハッキョ）
- 清州大学校（청주대학교 チョンジュデハッキョ）
- 秋渓芸術大学校（추계예술대학교 チュゲイェスルデハッキョ）(ko)
- 大邱カトリック大学校（대구가톨릭대학교 テグガトルリクテハッキョ）
- 大邱韓医大学校（대구한의대학교 テグハニデハッキョ）(ko)
- 大邱大学校（대구대학교 テグデハッキョ）
- 大田大学校（대전대학교 テジョンデハッキョ）
- 大真大学校（대진대학교 テジンデハッキョ）(ko)
- 徳成女子大学校（덕성여자대학교 トクソンニョジャデハッキョ）(ko)
- 東亜大学校（동아대학교 トンアデハッキョ）
- 東義大学校（동의대학교 トンイデハッキョ）
- 東国大学校（동국대학교 トングクテハッキョ）
- 東西大学校（동서대학교 トンソデハッキョ）
- 同徳女子大学校（동덕여자대학교 トンドンニョジャデハッキョ）
- 東明大学校（동명대학교 トンミョンデハッキョ）(ko)
- 東洋大学校（동양대학교 トンヤンデハッキョ）(ko)

### な
- ナザレ大学校（나사렛대학교 ナサレッテハッキョ）(ko)
- 南ソウル大学校（남서울대학교 ナムソウルデハッキョ）

### は
- 漢陽大学校（한양대학교 ハニャンデハッキョ）
- 韓栄神学大学校（한영신학대학교 ハニョンシナクテハッキョ）(ko)
- 漢拏大学校（한라대학교 ハルラデハッキョ）(ko)
- 翰林大学校（한림대학교 ハルリムデハッキョ）
- 漢麗大学校（한려대학교 ハルリョデハッキョ）
- 韓国外国語大学校（한국외국어대학교 ハングゲグゴデハッキョ）
- 韓国技術教育大学校（한국기술교육대학교 ハングッキスルキョユクテハッキョ）(ko)
- 韓国国際大学校（한국국제대학교  ハングッククチェデハッキョ）(ko)
- 韓国産業技術大学校（한국산업기술대학교 ハングクサノプキスルテハッキョ）(ko)
- 韓国聖書大学校（한국성서대학교 ハングクソンソデハッキョ）(ko)
- 韓国航空大学校（한국항공대학교 ハングカンゴンデハッキョ）(ko)
- 韓神大学校（한신대학교 ハンシンデハッキョ）
- 韓世大学校（한세대학교 ハンセデハッキョ）(ko)
- 韓瑞大学校（한서대학교 ハンソデハッキョ）
- 漢城大学校（한성대학교 ハンソンデハッキョ）
- 韓南大学校（한남대학교 ハンナムデハッキョ）(ko)
- 協成大学校（협성대학교 ヒョプソンデハッキョ）(ko)
- 平沢大学校（평택대학교 ピョンテクテハッキョ）(ko)
- 釜山外国語大学校（부산외국어대학교 プサネグゴデハッキョ）
- 釜山カトリック大学校（부산가톨릭대학교 プサンガトルリクテハッキョ）(ko)
- 白石大学校（백석대학교 ペクソクテハッキョ）
- 湖原大学校（호원대학교 ホウォンデハッキョ）(ko)
- 湖西大学校（호서대학교 ホソデハッキョ）
- 湖南神学大学校（호남신학대학교 ホナムシナクテハッキョ）(ko)
- 湖南大学校（호남대학교 ホナムデハッキョ）(ko)
- 浦項工科大学校（포항공과대학교 ポハンゴンクァデハッキョ）
- 弘益大学校（홍익대학교 ホンイクテハッキョ）

### ま
- 明知大学校（명지대학교 ミョンジデハッキョ）
- 牧園大学校（목원대학교 モグォンデハッキョ）(ko)

### や
- 延世大学校（연세대학교 ヨンセデハッキョ）
- 嶺南大学校（영남대학교 ヨンナムデハッキョ）
- 霊山大学校 (영산대학교 ヨンサンデハッキョ)

### ら
- ルター大学校（루터대학교 ルトデハッキョ）(ko)

この一覧は未完成です。加筆、訂正して下さる協力者を求めています。

## 専門大学

### あ
- 亜洲自動車大学（아주자동차대학 アジュジャドンチャテハク）
- 安養科学大学（안양과학대학 アニャングァハクテハク）
- 安東科学大学（안동과학대학 アンドングァハクテハク）
- 仁荷工業専門大学（인하공업전문대학 イナゴンオプチョンムンデハク）
- 仁徳大学（인덕대학 インドクテハク）
- 円光保健大学（원광보건대학 ウォングァンボゴンデハク）
- 蔚山科学大学（울산과학대학 ウルサングァハクテハク）
- 烏山大学（오산대학 オサンデハク）

### か
- 江原観光大学（강원관광대학 カンウォングァングァンデハク）
- 江原道立大学（강원도립대학 カンウォンドリプテハク）
- 基督看護大学（기독간호대학 キドッカノデハク）
- 金浦大学（김포대학 キムポデハク）
- 金海大学（김해대학 キメデハク）
- 敬仁女子大学（경인여자대학 キョンインニョジャデハク）
- 京畿工業大学（경기공업대학 キョンギゴンオプテハク）
- 慶東情報大学（경동정보대학 キョンドンジョンボデハク）
- 慶南情報大学（경남정보대학 キョンナムジョンボデハク）
- 慶北外国語テクノ大学（경북외국어테크노대학 キョンブゲグゴテクノデハク）
- 慶北専門大学（경북전문대학 キョンブクチョンムンデハク）
- 慶北科学大学（경북과학대학 キョンブックァハクテハク）
- 光州保健大学（광주보건대학 クァンジュボゴンデハク）
- 光陽保健大学（광양보건대학 クァンヤンボゴンデハク）
- 国際大学（국제대학 ククチェデハク）
- 極東情報大学（극동정보대학 ククトンジョンボデハク）
- 亀尾大学（구미대학 クミデハク）
- 群山看護大学（군산간호대학 クンサンガノデハク）
- 巨済大学（거제대학 コジェデハク）
- 公州映像大学（공주영상대학 コンジュヨンサンデハク）

### さ
- 三育保健大学（삼육보건대학 サミュクポゴンテハク）
- 水原科学大学（수원과학대학 スウォングァハクテハク）
- 水原女子大学（수원여자대학 スウォンニョジャデハク）
- 順天第一大学（순천제일대학 スンチョンジェイルテハク）
- 順天青岩大学（순천청암대학 スンチョンチョンアムデハク）
- 瑞逸大学（서일대학 ソイルテハク）
- ソウル芸術大学（서울예술대학 ソウルレスルデハク）
- ソウル保健大学（서울보건대학 ソウルボゴンデハク）
- ソウル女子看護大学（서울여자간호대학 ソウルリョジャガノデハク）
- 西江情報大学（서강정보대학 ソガンジョンボデハク）
- 西海大学（서해대학 ソヘデハク）
- 徐羅伐大学（서라벌대학 ソラボルデハク）
- 聖徳大学（성덕대학 ソンドクテハク）

### た
- 済州観光大学（제주관광대학 チェジュグァングァンデハク）
- 済州漢拏大学（제주한라대학 チェジュハルラデハク）
- 長安大学（장안대학 チャンアンデハク）
- 昌原文星大学（창원문성대학 チャンウォンムンソンデハク）
- 春川情報大学（춘천정보대학 チュンチョンジョンボデハク）
- 忠清大学（충청대학 チュンチョンデハク）
- 忠北科学大学（충북과학대학 チュンブックァハクテハク）
- 朝鮮理工大学（조선이공대학 チョソンニゴンデハク）
- 朝鮮看護大学（조선간호대학 チョソンガノデハク）
- 全州工業大学（전주공업대학 チョンジュゴンオプテハク）
- 全州紀全大学（전주기전대학 チョンジュギジョンテハク）
- 全南科学大学（전남과학대학 チョンナムグァハクデハク）
- 全北科学大学（전북과학대학 チョンブックァハクテハク）
- 晋州保健大学（진주보건대학 チンジュボゴンデハク）
- 大邱科学大学（대구과학대학 テググァハクテハク）
- 大邱工業大学（대구공업대학 テグゴンオプテハク）
- 大邱産業情報大学（대구산업정보대학 テグサノプチョンボデハク）
- 大邱保健大学（대구보건대학 テグボゴンデハク）
- 大邱未来大学（대구미래대학 テグミレデハク）
- 大田保健大学（대전보건대학 テジョンボゴンデハク）
- 大同大学（대동대학 テドンデハク）
- 大徳大学（대덕대학 テドクテハク）
- 大林大学（대림대학 テリムデハク）
- 東亜人材大学（동아인재대학 トンアインジェデハク）
- 東亜放送大学（동아방송대학 トンアバンソンデハク）
- 東ソウル大学（동서울대학 トンソウルデハク）
- 東南保健大学（동남보건대학 トンナムボゴンデハク）
- 東洋工業専門大学（동양공업전문대학 トンヤンゴンオプチョンムンデハク）

### な
- 羅州大学（나주대학 ナジュデハク）
- 南海専門大学（남해전문대학 ナメジョンムンデハク）
- 農協大学（농협대학 ノンヒョプテハク）

### は
- 漢陽女子大学（한양여자대학 ハニャンニョジャデハク）
- 翰林聖心大学（한림성심대학 ハルリムソンシムデハク）
- 韓国福祉大学（한국복지대학 ハングクポクチデハク）
- 韓国観光大学（한국관광대학 ハングックァングァンデハク）
- 韓国農水産大学（한국농수산대학 ハングンノンスサンデハク）
- 釜山芸術大学（부산예술대학 プサンネスルテハク）
- 釜山経商大学（부산경상대학 プサンギョンサンデハク）
- 釜山科学技術大学（부산과학기술대학 プサングァハッキスルデハク）
- 釜山保健大学（부산보건대학 プサンボゴンデハクョ）
- 釜山女子大学（부산여자대학 プサンニョジャデハク）
- 富川大学（부천대학 プチョンデハク）
- 百済芸術大学（백제예술대학 ペクチェイェスルテハク）
- 浦項1大学（포항1대학 ポハンイルテハク）

### ま
- 馬山大学（마산대학 マサンデハク）
- 明知専門大学（명지전문대학 ミョンジジョンムンデハク）
- 木浦科学大学（목포과학대학 モクポグァハクテハク）

### や
- 嶺南理工大学（영남이공대학 ヨンナムニゴンデハク）
- 永進専門大学（영진전문대학 ヨンジンジョンムンデハク）

この一覧は未完成です。加筆、訂正して下さる協力者を求めています。

## 大学院大学校

### あ
- ウェストミンスター神学大学院大学校（웨스트민스터신학대학원대학교 ウェストゥミンストシナクテハゴンデハッキョ）

### か
- 国際神学大学院大学校（국제신학대학원대학교 ククチェシナクテハゴンデハッキョ）
- 韓国開発研究院国際政策大学院大学校（한국개발연구원국제정책대학원대학교 ハングッケバルリョングウォングクチェジョンチェクテハゴンデハッキョ）
- 契約神学大学院大学校（계약신학대학원대학교 ケヤクシナクテハゴンデハッキョ）

### さ
- ソウル外国語大学院大学校（서울외국어대학원대학교 ソウレグゴデハゴンデハッキョ）

### た
- 清心神学大学院大学校（청심신학대학원대학교 チョンシムシナクテハゴンデハッキョ）

### は
- 福音神学大学院大学校（복음신학대학원대학교 ポグムシナクテハゴンデハッキョ）

この一覧は未完成です。加筆、訂正して下さる協力者を求めています。

## ポリテク大学
- 韓国ポリテク1大学
- 韓国ポリテク2大学
- 韓国ポリテク3大学
- 韓国ポリテク4大学
- 韓国ポリテク5大学
- 韓国ポリテク6大学
- 韓国ポリテク7大学
- 韓国ポリテクバイオ大学
- 韓国ポリテク繊維ファッション大学
- 韓国ポリテク女子大学
- 韓国ポリテク航空大学
- ICTポリテク大学

## 統合または廃止した大学校・専門大学
- 仁川専門大学（인천전문대학 インチョンジョンムンデハク）→仁川大学校（2010年統合）
- 原州大学（원주대학 ウォンジュデハク）→江陵原州大学校（2007年統合）
- 東釜山大学（동부산대학 トンブサンデハク）（2020年廃止）
- 韓国情報通信大学校（한국정보통신대학교 ハングクチョンボトンシンデハッキョ）→KAIST（2009年統合）

この一覧は未完成です。加筆、訂正して下さる協力者を求めています。

## 略称、グルーピング
首都圏
- SKY - （ソウル大学校、高麗大学校、延世大学校）の通称。
- ソソンハン (西成漢) - （西江大学校、成均館大学校、漢陽大学校）の通称。
- チュンギョンウェシ (中慶外市) - （中央大学校、慶熙大学校、韓国外国語大学校、ソウル市立大学校）の通称。
- ゴントンホン (建東弘) - （建国大学校、東国大学校、弘益大学校）の通称。
- グクスンセエダン（国崇世檀)  - （国民大学校、崇実大学校、世宗大学校、檀国大学校）の通称。

地方
- クァキワン (科技院) - （韓国科学技術院(KAIST)、光州科学技術院(GIST)、大邱慶北科学技術院(DGIST)、蔚山科学技術院(UNIST)）の通称。
- チゴグク (地拠国) - （地域拠点国立大学）の通称。
- チチュングク (地中国) - （地域中心国公立大学）の通称。